# スヌーピーのメリークリスマス
『スヌーピーのメリークリスマス』（原題：A Charlie Brown Christmas、代替タイトル：スヌーピーのクリスマス、ゆうつなクリスマスだチャーリー・ブラウン、クリスマスだよ、チャーリー・ブラウン。) とは、ピーナッツを基に作られたアメリカのテレビスペシャル、1965年12月9日にCBSに放送された。日本で、様々なチャンネルで放送。

## キャスト
チャーリー・ブラウン　
声：ピーター・ロビンズ　
このアニメで、彼はクリスマスについては抑うつ。
スヌーピー
声：ビル・メレンデズ
ライナス
声：クリストファー・シア
サリー・ブラウン
声：カシー・スタインバーグ
ルーシー・ヴァン・ペルト
声：トレイシー・ストラットフォード
シュローダー
声：クリス・ドラン
ピッグペン
声：ジェフリー・オースタイン
バイオレット
声：サリー・ドライア
フリーダ
声：アン・アルタイリ